# David Blough
David Marshall Blough (Carrollton, 31 luglio 1995) è un ex giocatore di football americano statunitense che ha militato nel ruolo di quarterback nella National Football League (NFL).

## Carriera

### Cleveland Browns
Blough firmò con i Cleveland Browns dopo non essere stato scelto nel Draft NFL 2019 il 3 maggio 2019.

### Detroit Lions
Il 30 agosto 2019 Blough fu scambiato con i Detroit Lions. Il 27 novembre 2019, dopo gli infortuni di Matthew Stafford e del quarterback di riserva Jeff Driskel, Blough fu nominato titolare per la gara del giorno del Ringraziamento contro i Chicago Bears. Il primo passaggio completo della sua carriera fu un TD da 75 yard per Kenny Golladay. Nella sua prima partita completò 22 passaggi su 36 per 280 yard,2 touchdown e un intercetto subito nel finale di gara quando stava tentando di portare i suoi alla rimonta. Complessivamente nel 2019 disputò 5 partite come titolare, tutte perdute, con 984 yard passate, 4 touchdown e 6 intercetti subiti.

### Minnesota Vikings
Il 1º settembre 2022 Blough firmò con la squadra di allenamento dei Minnesota Vikings.

### Arizona Cardinals
Il 14 dicembre 2022 Blough firmò con gli Arizona Cardinals dopo l'infortunio di Kyler Murray. Per la gara del penultimo turno fu promosso titolare al posto di Colt McCoy, terminando con 222 yard passate e un touchdown (il primo dal 2019) nella sconfitta contro gli Atlanta Falcons.

### Detroit Lions
Il 31 agosto 2023 Blough firmò con la squadra di allenamento dei Detroit Lions.

### Ritiro
Il 15 febbraio 2024 Blough annunciò il suo ritiro dal football professionistico dopo cinque stagioni in NFL.